# درة وردية الطوق

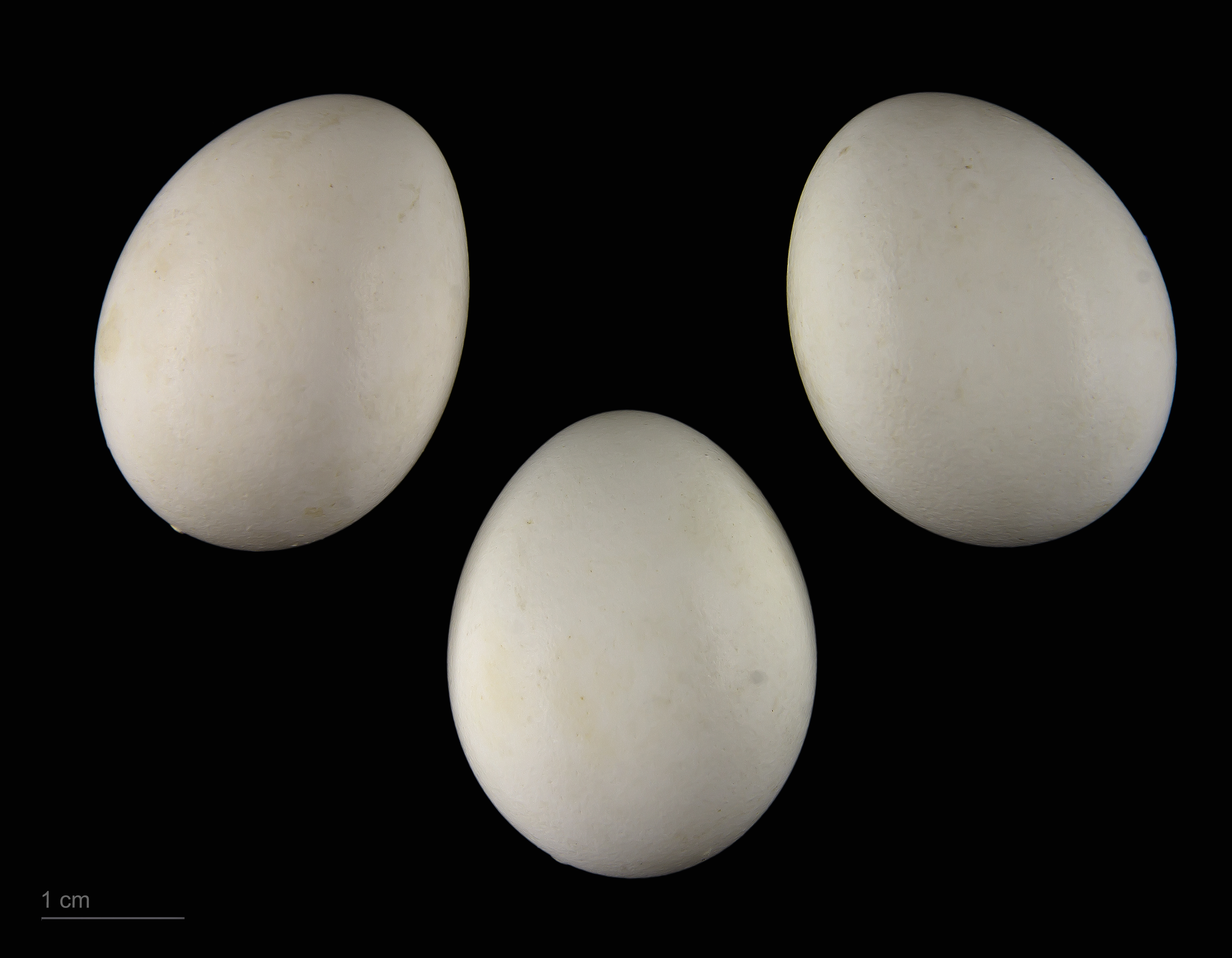
بيض الطائر

الدرة الوردية الطوق أو الدُّرَّة المُطَوَّقَة أو البَرَكيت الأخضر او الدرة الهندية المطوقة هو طائر ينتمي إلى ببغاوات العالم القديم. تطول نحو 16 بوصة وشكلها يساعد على التخفي. ذيولها طويلة أما أحجامها فمتوسطة أو صغيرة. يغلب فيها اللون الأخضر، ومنها الصفراء والزرقاء الرمداء. تبدو الذكور والإناث متشابهةً متناظرةً إلا أن للذكر حلقة سوداء حول عنقه تغيب عند الأُنثى. لكل من الجنسين ذيل طويل مؤلف من 12 ريشة، ويغلب أن يكون لون أكبرها أزرق.

## الموطن
أصل هذه الطيور قارتي آسيا ووسط إفريقيا وبعض البقاع في شمال إفريقيا كما ان غليلة موطنه الاصلي نسبة لطبيعة غليلة حيث يوجد الجبال والغابات والأراضي الزراعية في المنطقة، ويتواجدون في الأراضي القاحلة أو الأراضي الزراعية، وإنه ليس من غير المألوف أن نراهم في المناطق الحضارية.
يعتبر البيبي متوه من الطيور الأليفة الناطقة. فهم يتعلمون بسرعة.
وهي طيور ذكية ويمكن لهذه الطيور بالتحدث بوضوح

## السلوك العام وطريقة الحياة
يعتبر الدرة طائر ضوضائي أي أنه يسبب الإزعاج بإطلاق صفيره وصراخه طوال فترات نشاطه، كما يتميز بأنه في حالة بحث دائم عن الغذاء ويساعده في ذلك تركيب جسمه الرشيق وأجنحته القوية وذيله الطويل جدا الذي يساعده على التحليق بأقل مجهود، وهو طائر فزع بأقصى الدرجات ويفزع لأي صوت خفيف أو أي حركة غير طبيعية، ويدافع طائر الدرة عن نفسه عن طريق الصراخ الشديد والعض فعضة هذا الطائر مؤلمة للغاية وعادة ما تسبب جرح ليس من السهولة نسيان ألمه فمنقار هذا الطائر غاية في الصلابة ويساعده شكله المعقوف لأسفل في حفر العشوش وقطع الفواكة والأخشاب الجافة وكثيرا ما تسبب طيور الدرة دمارا كبيرا للمحاصيل الزراعية مثل: محاصيل عباد الشمس والبن والفاكهة
يصل طول الطائر البالغ منه إلى 55 سم تشمل الذيل، أما متوسط طول الطيور البالغة من الدرة هو 35 سم تشمل الذيل، أما عن تكاثر هذا الطائر فيختلف موسم التكاثر باختلاف البلد الذي يتكاثر فيه الطائر، ففي الهند وباكستان وبعض الدول الخليجية يكون موسم التكاثر هو شهري يناير ومايو من كل عام وفي إفريقيا يكون موسم التكاثر للدرة المطوقة الأفريقية في شهري ديسمبر وأبريل، غذاؤه الرئيسي هو حبوب عباد الشمس والفواكه والخضروات.

## التعشيش
في البرية يعشش طائر الدرة على قمم النخيل أو في تجاويف الأشجار، وأيضا قد يعشش في تجاويف الحوائط الطينية، ولا مانع عنده في التعشيش في العشوش القديمة للطيور الأخرى بعد أن يقوم بتوسيعها لتكون ملائمة له ولفراخه، أما في الأقفاص فيعشش في العشوش الخاصة بالكوكاتيل أو الأكبر منها قليلا، تضع أنثى الدرة المطوقة من ثلاث إلى خمس بيضات في العش وترقد عليها منفردة لمدة 22 يوما بعدها يفقس البيض لتخرج الفِراخ عارية من الريش قرنفلية اللون ذات منقار أصفر، ثم لا يلبث حجمها أن يزداد بسرعة رهيبة يوميا، وتبدأ الصغار في مغادرة العش بعد أن تتم الإسبوع السابع من عمرها لتنطلق للحياة لتجديد دورة الحياة لهذا الطائر
يفقد الذكر ريشه مرتين خلال السنوات الثلاث الأولى في حياته بما يسمى تبديل الريش ويحتفظ بريشه القوي بعد مرور ثلاث سنوات من عمره، ويتمتع طائر الدرة بذكاء حاد وإن كان ذكاؤه لا يقارن بذكاء الببغاء الرمادي الفائق، كما أن الدرة قد تستطيع ترديد بعض الكلمات التي تتعلمها من الإنسان غير أنه ليس بالمتحدث الطلوق مثل الببغاء الرمادي أو الأمازوني، وهو قابل للترويض ويصبح أليفا لو تم تدريبه صغيرا ـ ولكن عيبه الكبير هو سرعة هروبه من أقرب نافذة مهما كان مروّضا.